# Teleopsis pharao
Teleopsis pharao är en tvåvingeart som beskrevs av Frey 1928. Teleopsis pharao ingår i släktet Teleopsis och familjen Diopsidae. Inga underarter finns listade i Catalogue of Life.